# Roland SCD-15

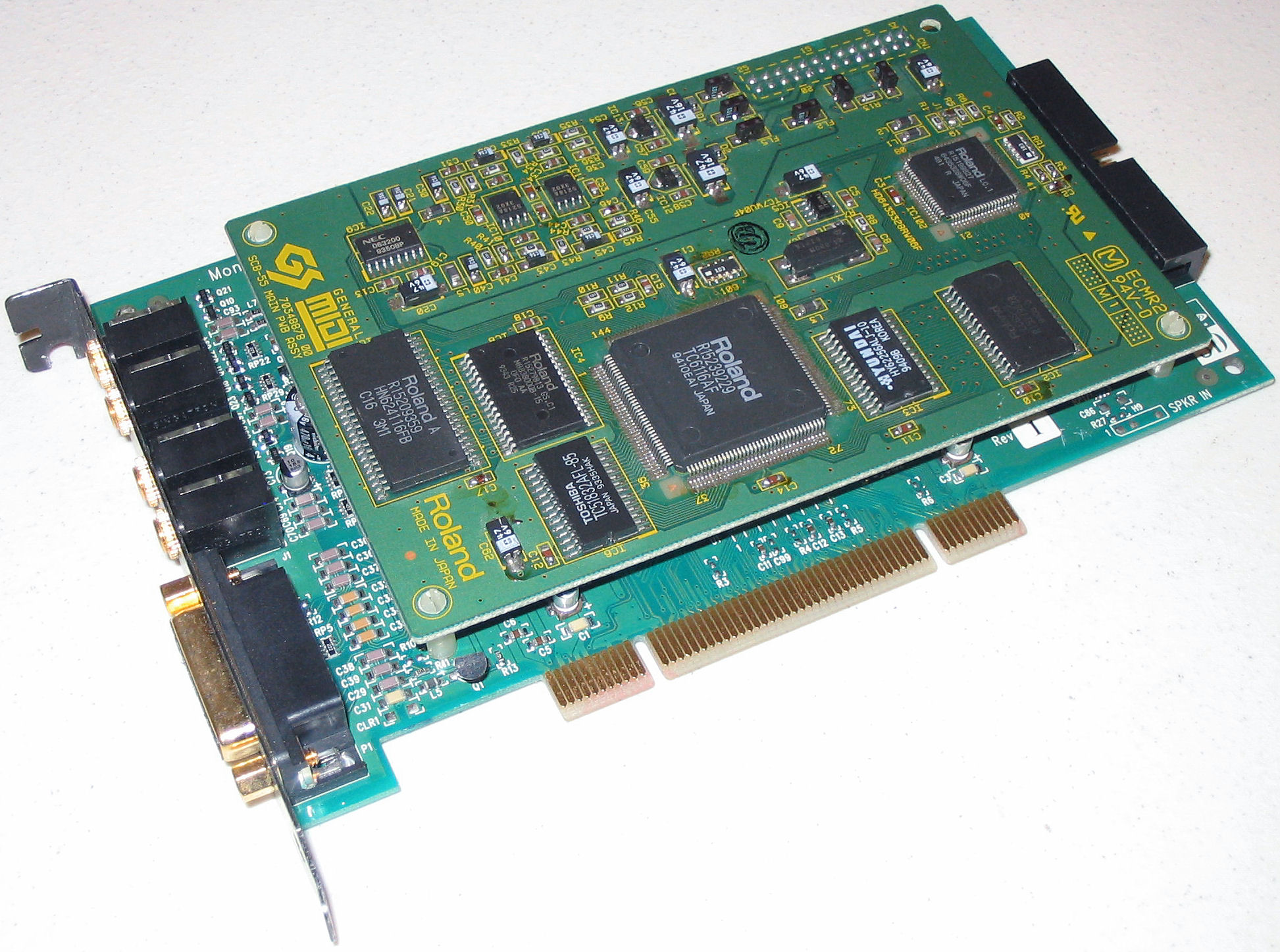
Roland SCD-15 op een Diamond MX300

De Roland SCD-15 is een op de waveblaster-aansluiting gebaseerd dochterbord dat in 1995 door Roland Corporation op de markt werd gebracht. De Roland SCD-15 is in feite een Roland SC-55 module die op 16-bits-ISA-bus- en PCI-geluidskaarten van deze periode kan worden aangebracht. De Roland SCC-1 voorziet in geluidsweergave conform de Roland General Midi- en General Sound-standaarden op basis van de op de kaart aanwezige wavetable-synthese.
De Roland SCC-15 is onderdeel van de Roland Sound Canvas-productlijn.
De Roland SCD-15 voorzag geluidskaarten indertijd van een significante opwaardering van de kwaliteit van muziekweergave.
De Roland SCD-15 werd ook verkocht als de Roland SCB-55 en Roland SCM-15 (in combinatie met de Roland MPU-401AT-8-bits-ISA-bus--kaart).

## Charlie Lab
De Roland SCD-15 werd ook ingebouwd in Charlie Lab-producten zoals de Charlie Lab Megabeat One en Charlie Lab Megabeat Plus. Deze apparaten stellen de gebruiker in staat om MIDI-bestanden af te spelen.